# Arctornis poecilonipha
Arctornis poecilonipha är en fjärilsart som beskrevs av Collenette 1932. Arctornis poecilonipha ingår i släktet Arctornis och familjen tofsspinnare. Inga underarter finns listade i Catalogue of Life.